# Primo Magnani
Primo Magnani (31 de março de 1892 — 17 de junho de 1967) foi um ciclista italiano e campeão olímpico em ciclismo de pista.
Nos Jogos Olímpicos de 1920 em Antuérpia, na Bélgica, Magnani conquistou a medalha de ouro na prova de perseguição por equipes, juntamente com Arnaldo Carli, Franco Giorgetti e Ruggero Ferrario. Também participou na prova dos 50 quilômetros, mas sua classificação exata é desconhecida.